# Масейков, Александр Анатольевич
Алекса́ндр Анато́льевич Масейко́в (бел. Аляксандр Анатолевіч Масяйкоў; 26 июля 1971, Могилёв, Белорусская ССР, СССР) — советский и белорусский каноист, олимпийский чемпион 1992 года по гребле на каноэ-двойке на дистанции 500 м. Заслуженный мастер спорта СССР (1992). Депутат Палаты представителей Национального собрания VII созыва.
Почётный гражданин города Могилёва с 2001 года.
Выпускник Могилёвского педагогического института.
Трёхкратный чемпион мира: 1994 — гребля на каноэ-двойке на дистанции 200 м, 1997 — на каноэ-двойке и каноэ-четверке на дистанции 200 м.
Серебряный призер чемпионата Европы 1997 г. на каноэ-одиночке. Чемпион СССР 1990, 1991 гг. Серебряный и бронзовый призер Спартакиады народов СССР 1991 г. на каноэ-двойке на дистанциях 500 и 1000 м.
На Олимпийских играх 1992 года в Барселоне 21-летний Масейков и 20-летний Дмитрий Довгалёнок (тренер — Сергей Пострехин), принесли Объединённой команде единственное золото в гребле на байдарках и каноэ. Кроме этого золота Объединённая команда выиграла лишь одну серебряную медаль усилиями каноиста Михаила Сливинского.

## Депутат Палаты представителей

### VII созыв (с 6 декабря 2019)
Во время функционирования Палаты представителей VII созыва является заместителем председателя Постоянной комиссии по здравоохранению, физической культуре, семейной и молодёжной политике.
Законопроекты:
- «О туризме».

## Выборы
| Кандидат                    | Кандидат                       | Субъект выдвижения                                  | Голосов | %     |
| --------------------------- | ------------------------------ | --------------------------------------------------- | ------- | ----- |
|                             | Масейков Александр Анатольевич | Беспартийный                                        | 29 298  | 61,53 |
|                             | Алексейков Виктор Михайлович   | Беспартийный                                        | 10 634  | 22,33 |
|                             | Люнтов Дмитрий Александрович   | Белорусская социал-демократическая партия (Грамада) | 1 429   | 3,0   |
|                             | Мелькова Надежда Ильинична     | Объединённая гражданская партия                     | 1 108   | 2,33  |
|                             | Ткачёв Дмитрий Владимирович    | Либерально-демократическая партия                   | 1 893   | 1,07  |
| Против всех                 | Против всех                    | Против всех                                         | 2 468   |       |
| Недействительных бюллетеней | Недействительных бюллетеней    | Недействительных бюллетеней                         | 782     |       |
| Всего                       | Всего                          | Всего                                               | 62 218  | 100   |
| Явка избирателей            | Явка избирателей               | Явка избирателей                                    | 47 612  | 76,52 |

## Политические взгляды
Подписал открытое письмо спортивных деятелей страны, выступающих за действующую власть Беларуси после жестких подавлений протестов в 2020 году.